# دانشگاه جافنا
دانشگاه جافنا (سینهالی: යාපනය විශ්වවිද්‍යාලය , Yāpanaya Wiśwawidyālaya ; تامیلی: யாழ்ப்பாணப் பல்கலைக்கழகம் ; به اختصار UoJ) یک دانشگاه دولتی در جافنا، سریلانکا است. این دانشگاه در سال ۱۹۷۴ به عنوان ششمین پردیس دانشگاه سریلانکا تأسیس شد و در سال ۱۹۷۹ به یک دانشگاه مستقل و خودمختار تبدیل شد.
در سال ۲۰۱۶ این دانشگاه ۷۹۷۲ دانشجو و ۱۳۴۲ کارمند داشت و از نظر تعداد دانشجو هفتمین دانشگاه بزرگ سریلانکا است.